# 립암역
립암역(立岩驛)은 조선민주주의인민공화국의 평양역 기점 213.1km 지점에 존재하였던 폐역이다.